# Arcidiocesi di Stettino-Kamień
L'arcidiocesi di Stettino-Kamień (in latino Archidioecesis Sedinensis-Caminensis) è una sede metropolitana della Chiesa cattolica in Polonia. Nel 2022 contava 962.690 battezzati su 1.000.745 abitanti. È retta dall'arcivescovo Wiesław Śmigiel.

## Territorio
L'arcidiocesi comprende la parte occidentale del voivodato della Pomerania Occidentale.
Sede arcivescovile è la città di Stettino, dove si trova la cattedrale di San Giacomo Maggiore apostolo. A Kamień Pomorski si trova la concattedrale di San Giovanni Battista. A Stettino sorge la basilica minore di San Giovanni Battista.
Il territorio si estende su 12.754 km² ed è suddiviso in 36 decanati e in 275 parrocchie.

### Provincia ecclesiastica
La provincia ecclesiastica di Stettino-Kamień, istituita nel 1992, comprende due suffraganee:
- la diocesi di Koszalin-Kołobrzeg, eretta nel 1972;
- la diocesi di Zielona Góra-Gorzów, eretta nel 1972 con il nome di diocesi di Gorzów, mutato in quello attuale nel 1992.

## Storia
La diocesi di Pomerania fu eretta nel 1140 con sede a Wolin. Il 26 aprile 1188 in forza della bolla Auctoritate apostolica di papa Clemente III assunse il nome di diocesi di Kamień, dove fu traslata la sede vescovile. Fu soppressa nel 1545 in seguito al passaggio della città e del vescovo al protestantesimo.
La diocesi di Stettino-Kamień fu ristabilita il 28 giugno 1972 con la bolla Episcoporum Poloniae di papa Paolo VI, ricavandone il territorio dalla diocesi di Berlino (oggi arcidiocesi). Era originariamente suffraganea dell'arcidiocesi di Gniezno.
Il 25 marzo 1992, nell'ambito della riorganizzazione delle diocesi polacche voluta da papa Giovanni Paolo II con la bolla Totus tuus Poloniae populus, è stata elevata al rango di arcidiocesi metropolitana.

## Cronotassi dei vescovi
Si omettono i periodi di sede vacante non superiori ai 2 anni o non storicamente accertati.
- Jerzy Stroba † (28 giugno 1972 - 21 settembre 1978 nominato arcivescovo di Poznań)
- Kazimierz Jan Majdański † (1º marzo 1979 - 25 marzo 1992 ritirato)
- Marian Przykucki † (25 marzo 1992 - 1º maggio 1999 ritirato)
- Zygmunt Kamiński † (1º maggio 1999 - 21 febbraio 2009 ritirato)
- Andrzej Dzięga (21 febbraio 2009 - 24 febbraio 2024 dimesso)[2]
- Wiesław Śmigiel, dal 13 settembre 2024

## Statistiche
L'arcidiocesi nel 2022 su una popolazione di 1.000.745 persone contava 962.690 battezzati, corrispondenti al 96,2% del totale.
| anno | popolazione | popolazione | popolazione | presbiteri | presbiteri | presbiteri | presbiteri                | diaconi | religiosi | religiosi | parrocchie |
| anno | battezzati  | totale      | %           | numero     | secolari   | regolari   | battezzati per presbitero | diaconi | uomini    | donne     | parrocchie |
| ---- | ----------- | ----------- | ----------- | ---------- | ---------- | ---------- | ------------------------- | ------- | --------- | --------- | ---------- |
| 1980 | 927.000     | 990.000     | 93,6        | 340        | 217        | 123        | 2.726                     |         | 130       | 168       | 168        |
| 1990 | 1.000.000   | 1.073.400   | 93,2        | 482        | 330        | 152        | 2.074                     |         | 157       | 203       | 236        |
| 1999 | 1.000.000   | 1.079.200   | 92,7        | 599        | 431        | 168        | 1.669                     |         | 171       | 186       | 266        |
| 2000 | 1.000.000   | 1.078.800   | 92,7        | 613        | 440        | 173        | 1.631                     | 8       | 179       | 177       | 266        |
| 2001 | 1.000.000   | 1.080.514   | 92,5        | 624        | 447        | 177        | 1.602                     |         | 182       | 177       | 266        |
| 2002 | 1.000.000   | 1.074.593   | 93,1        | 629        | 455        | 174        | 1.589                     |         | 179       | 171       | 266        |
| 2003 | 1.000.000   | 1.075.100   | 93,0        | 639        | 460        | 179        | 1.564                     |         | 184       | 173       | 267        |
| 2004 | 1.000.000   | 1.074.000   | 93,1        | 641        | 464        | 177        | 1.560                     |         | 185       | 171       | 268        |
| 2010 | 1.000.000   | 1.065.920   | 93,8        | 651        | 468        | 183        | 1.536                     |         | 187       | 170       | 270        |
| 2014 | 1.000.000   | 1.043.178   | 95,9        | 666        | 481        | 185        | 1.501                     |         | 205       | 153       | 273        |
| 2017 | 988.500     | 1.027.286   | 96,2        | 670        | 488        | 182        | 1.475                     | 4       | 204       | 168       | 274        |
| 2020 | 975.450     | 1.014.003   | 96,2        | 658        | 484        | 174        | 1.482                     | 4       | 197       | 157       | 275        |
| 2022 | 962.690     | 1.000.745   | 96,2        | 634        | 475        | 159        | 1.518                     | 4       | 183       | 161       | 275        |

## Galleria d'immagini

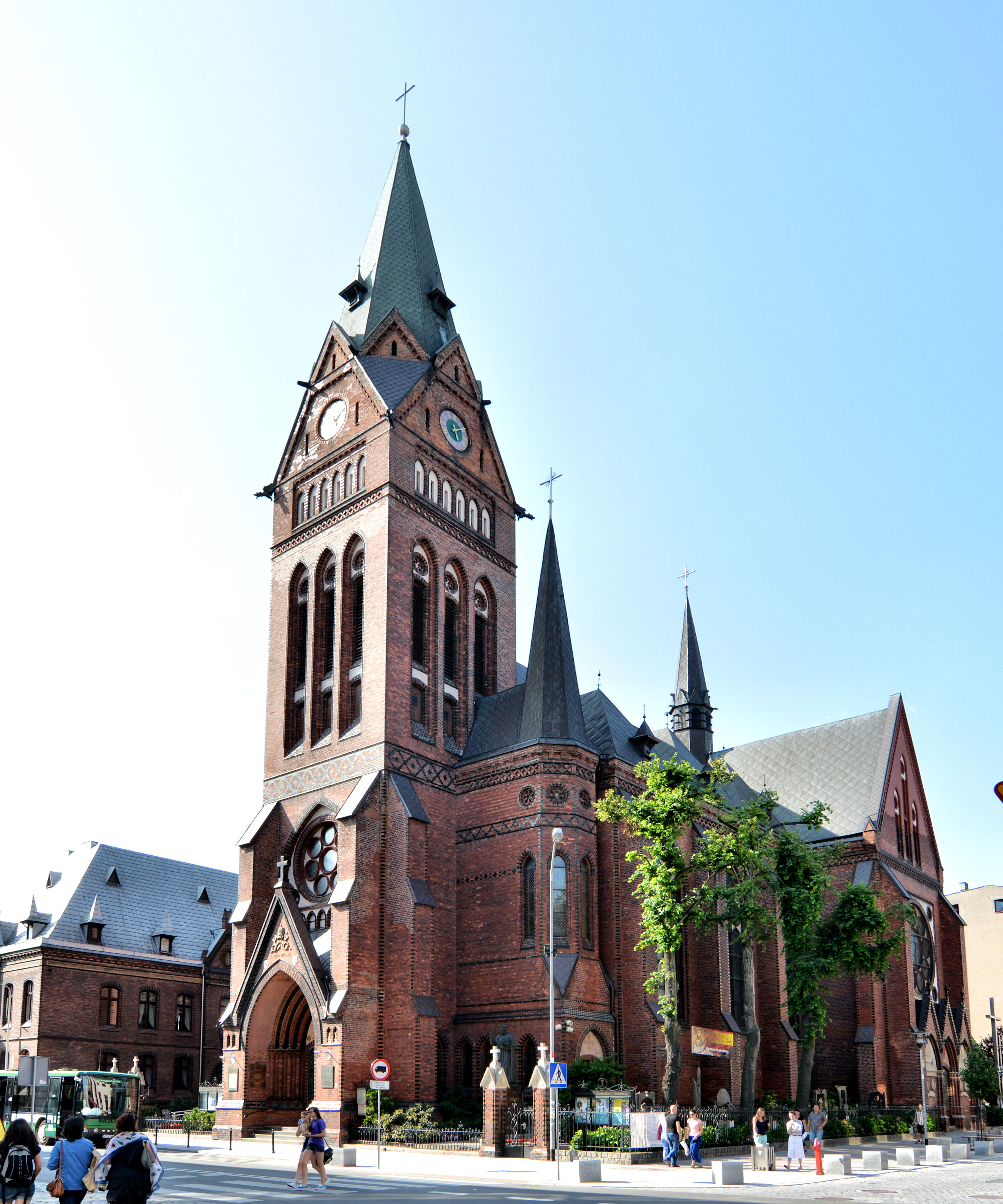
La basilica minore di San Giovanni Battista di Stettino
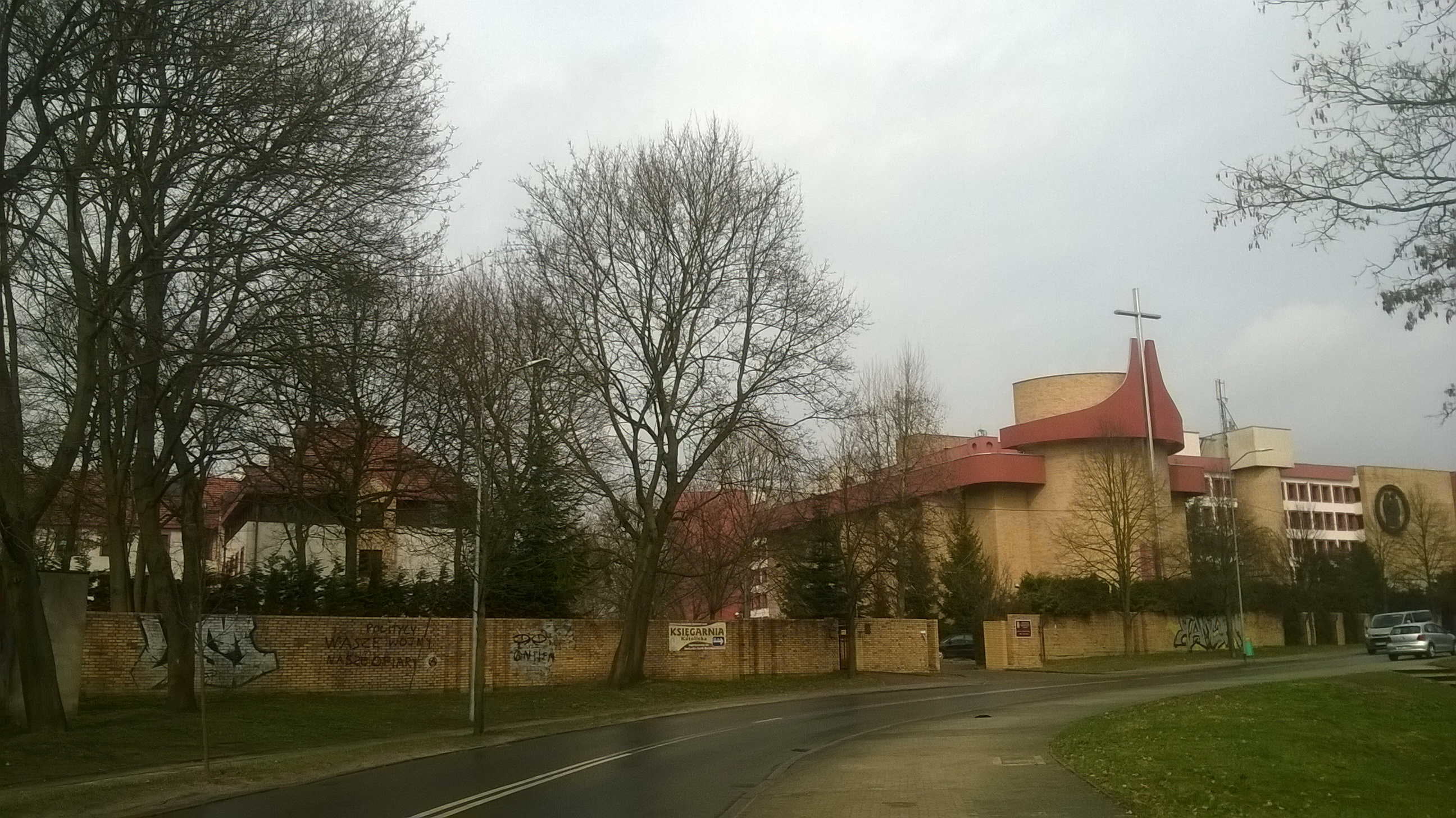
Il seminario arcivescovile
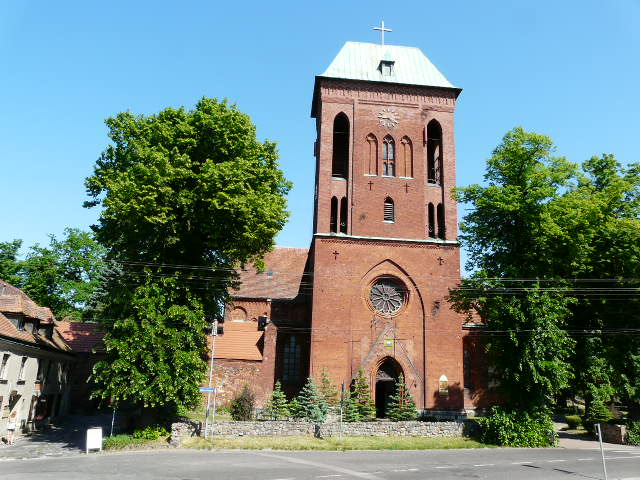
La concattedrale di San Giovanni Battista a Kamień Pomorski